# Мирзоян, Ален Арменович
Ален Арменович Мирзоян (17 июля 1996, Свердловская область) — российский борец греко-римского стиля, вице-чемпион России, чемпион Европы и призёр первенства мира среди спортсменов до 23-х лет. Победитель и призёр международных турниров, Мастер спорта России международного класса. Выступает за  Свердловскую область.

## Биография
Ален Мирзоян родился 17 июля 1996 в городе Невьянск Свердловской области. Борьбой начал заниматься в раннем возрасте. Учился в Училище олимпийского резерва № 1 в Екатеринбурге. С 2017 года член сборной Команды России по греко-римской борьбе. Свою карьеру начинал у первого тренера Ветлугина Ю. А. в городе Невьянске Свердловской области. В июне 2018 года занял первое место на чемпионате Европы среди спортсменов до 23-х лет в Стамбуле. В январе 2019 года стал бронзовым призёром чемпионата России в Калининграде. В марте 2019 года повторил успех на первенстве Европы до 23 лет в Сербии. Живёт и тренируется в городе Екатеринбурге. В 2024 году стал финалистом чемпионата России в весе до 72 кг.

## Спортивные результаты
- Чемпионат России 2017, 2019 — ;
- Чемпионат России 2020, 2024 — ;
- Всероссийская спартакиада 2022 — ;
- Первенство Европы до 23-х лет 2018, 2019 — ;
- Первенство Мира до 23-х лет 2017 — ;